# Агзамова, Гульрух Анваровна
Гульрух Анваровна Агзамова (12 мая 1968 года, Ташкент, Узбекская ССР) — узбекский политический деятель, депутат Законодательной палаты Олий Мажлиса Республики Узбекистан IV созыва. Член Социал-демократической партии «Адолат».

## Биография
Гульрух Агзамова окончила Московский государственный университет имени М. В. Ломоносова и Академию государственного и общественного строительства при президенте Узбекистана. В 2020 году избрана в Законодательную палату Олий Мажлиса Республики Узбекистан IV созыва, а также назначена на должность члена Комитета по демократическим институтам, негосударственным организациям и органам самоуправления граждан Законодательной палаты Олий Мажлиса Республики Узбекистан.
В 2008 году награждена орденом «Мехнат шухрати».

## Примечание
1. ↑  Депутаты. parliament.gov.uz. Дата обращения: 30 января 2022. Архивировано 30 января 2022 года.